# 奥尔特云
歐特雲（英語：Oort cloud），又稱厄皮克-奧爾特雲（Öpik–Oort cloud），在理論上是一個圍繞太陽、主要由冰微行星組成的球體雲團，而且是太陽系的邊緣。歐特雲位於星際空間之中，距離太陽最遠至10萬天文單位（約2光年）左右，也就是太陽和比鄰星距離的一半。同樣由海王星外天體組成的凱伯帶和離散盤與太陽的距離不到歐特雲的千分之一。歐特雲的外邊緣標誌著太陽系結構上的邊緣，也是太陽引力影響範圍的邊緣。
歐特雲由2個部份組成：一個球形外層和一個盤形內層，後者又稱希爾斯雲（Hills cloud）。歐特雲天體的主要成份為水冰、氨和甲烷等固體揮發物。
天文學家猜測，組成歐特雲的物質最早位於距太陽更近的地方，在太陽系形成早期因木星和土星的引力作用而分散到今天較遠的位置。目前對歐特雲沒有直接的觀測證據，但科學家仍然認為它是所有長週期彗星、進入內太陽系的哈雷類彗星、半人馬小行星及木星族彗星的發源之地。歐特雲外層受太陽系的引力牽制較弱，因此很容易受到臨近恒星和整個銀河系的引力影響。這些擾動都會不時導致奧爾特雲天體離開原有軌道，進入內太陽系，並成為彗星。根據軌道推算，大部份短週期彗星都可能來自於離散盤，其餘的仍有可能來自歐特雲。

## 假說
1932年，愛沙尼亞天文學家恩斯特·厄皮克猜想，長週期彗星都起源於太陽系最外端的一處雲團。荷蘭天文學家扬·奥尔特在試圖解開一個悖論時，也獨立提出了這一假說。在太陽系演化的過程中，彗星的軌道在動力學上並不穩定，最終必定會撞入太陽或行星，或者被行星的攝動甩出太陽系。另外，由於成份揮發性高，所以彗星每次接近太陽時，來自太陽的輻射都會使彗星物質漸漸揮發出去，直到彗星解體或形成保護性殼層。奧爾特因此推斷，彗星不可能在現有的軌道上形成，而是曾很長時間位於太陽系的外端。
依據彗星的運轉週期可分為兩類：短週期彗星（又稱「黃道彗星」）與長週期彗星（「近各向同性彗星」）。黃道彗星的軌道較小，大小在10天文單位的數量級以下，並和各大行星的軌道一樣與黃道處於同一平面。所有長週期彗星的軌道都非常大，大小可超過數千天文單位的數量級，且來自於各個方向，不局限於黃道平面上。奧爾特還注意到，多數長週期彗星的遠日點都在約2萬天文單位處，故推論在那個距離應有一個各向分佈均勻的球形雲團，作為這些彗星的發源地。至於遠日點為1萬天文單位的彗星，數量已不多，且在太陽系內穿梭數次後，軌道可能被行星的引力效應拖拽至更近的位置了。

## 結構和組成
奧爾特雲所佔空間極大，其距離太陽最近處在2,000—5,000天文單位（0.03—0.08光年），最遠處在50,000天文單位（0.79光年）。最遠處距離在某些文獻中的估值為100,000—200,000天文單位（1.58—3.16光年）。奧爾特雲可分為：一個半徑為20,000—50,000天文單位（0.32—0.79光年）的球形外層雲團，和一個半徑為2,000—20,000天文單位（0.03—0.32光年）的環形內層雲團。外層受太陽系內部的牽制較弱，是長週期彗星（有可能也是哈雷類彗星）在進入海王星軌道以內之前的起源地。內層又稱希爾斯雲，以1981年提出其存在的傑克·希爾斯（Jack G. Hills）命名。理論模型預測，內層雲團所含的彗星核數量比外層多幾十甚至幾百倍。稀薄的外層會隨時間漸漸消亡，一些學者認為，內層不斷為外層補充新的彗星，是奧爾特雲在形成後數十億年仍然存在的原因。
外層天體中，大於1公里的可能有上兆個（萬億個），而絕對星等大於11（即直徑約為20公里以上）的有幾十億個，各自之間相距數千萬公里之遙。奧爾特雲的總質量目前尚不確定，但如果假設外層中的彗星核均與哈雷彗星質量相仿，估計其總質量為3×1025公斤，約等於地球質量的五倍。早期估計奧爾特雲的質量更高（最高有380個地球質量），但在更準確地掌握長週期彗星的大小分佈之後，估值就相應降低了。尚無對內層雲團的類似質量估值。
根據對彗星的實質觀察推測，絕大部份的奧爾特雲天體都由諸如水冰、甲烷、乙烷、一氧化碳和氰化氫的「冰」組成。然而，1996 PW的外表符合D-型小行星的分類，但軌道卻屬於長週期彗星。它的發現，使一些理論學家猜想，奧爾特雲可能還含有1%到2%的小行星。分析指出，長週期彗星和木星族彗星的碳氮同位素比率差異不大，儘管兩者的起源地點截然不同。這意味著，兩類彗星都源自於原太陽星雲。對奧爾特雲彗星顆粒大小的研究，以及對屬於木星族的坦普爾1號彗星實施撞擊後的研究，都支持這一結論。

## 起源
奧爾特雲是46億年前太陽系形成早期的原行星盤殘餘物質。最為廣泛接受的假說是，奧爾特雲天體最初在更接近太陽的地方凝聚形成，過程與行星和小行星相同，但當時形成不久的木星和土星經引力作用把這些天體甩出了太陽系內部，並使它們進入離心率極高的橢圓軌道或拋物線軌道。另一項研究卻認為，不少甚至是大部份的奧爾特雲天體都是從太陽及其鄰近恒星形成時交換的物質產生的，而不是在靠近太陽的地方形成。對奧爾特雲發展過程的模擬顯示，其總質量在形成後8億年前後達到最高值，之後吸積和碰撞的速度減慢，雲團也逐漸消退。
胡利奧·昂海爾·費爾南德斯（Julio Ángel Fernández）所建立的模型顯示，週期彗星的主要來源離散盤，也有可能是不少奧爾特雲天體的來源。根據此模型，離散的天體當中，有一半左右向外移至奧爾特雲，四分之一向內移至木星軌道附近，另有四分之一被拋射進入拋物線軌道。離散盤有可能至今仍然為奧爾特雲補充物質。25億年後，離散盤物質中估計有三分之一會成為奧爾特雲的一部份。
電腦模型指出，太陽系形成時彗星碎片之間的碰撞極為頻繁，以至大部份彗星在抵達奧爾特雲之前就被撞碎了。因此奧爾特雲今天的總質量應比先前所估計的低很多，在最初一共50至100個地球質量的被拋射物質中，只佔很小一部份。
來自臨近恒星的引力作用加上星系潮汐作用，使彗星軌道漸趨圓形，也是外奧爾特雲擁有近乎球形結構的原因；然而受太陽引力影響更強的希爾斯雲，卻沒有形成球形結構。一些研究指出，奧爾特雲的形成過程符合太陽系在一個星團中與200至400顆恒星共同形成的假說。這些早期恒星很可能對奧爾特雲的形成起到了重要的作用，因為當時恒星近距離略過太陽系的頻率比今天高得多，對太陽系內部的攝動也更頻繁。
2010年，哈羅德·利維森（Harold F. Levison）等人根據更強的電腦模擬結果提出，太陽仍在初生星團中的時候從其他恒星捕獲了眾多彗星。這意味著，奧爾特雲彗星中很大的一部份（甚至超過90%）都來自於其他恒星的原行星盤。

## 彗星

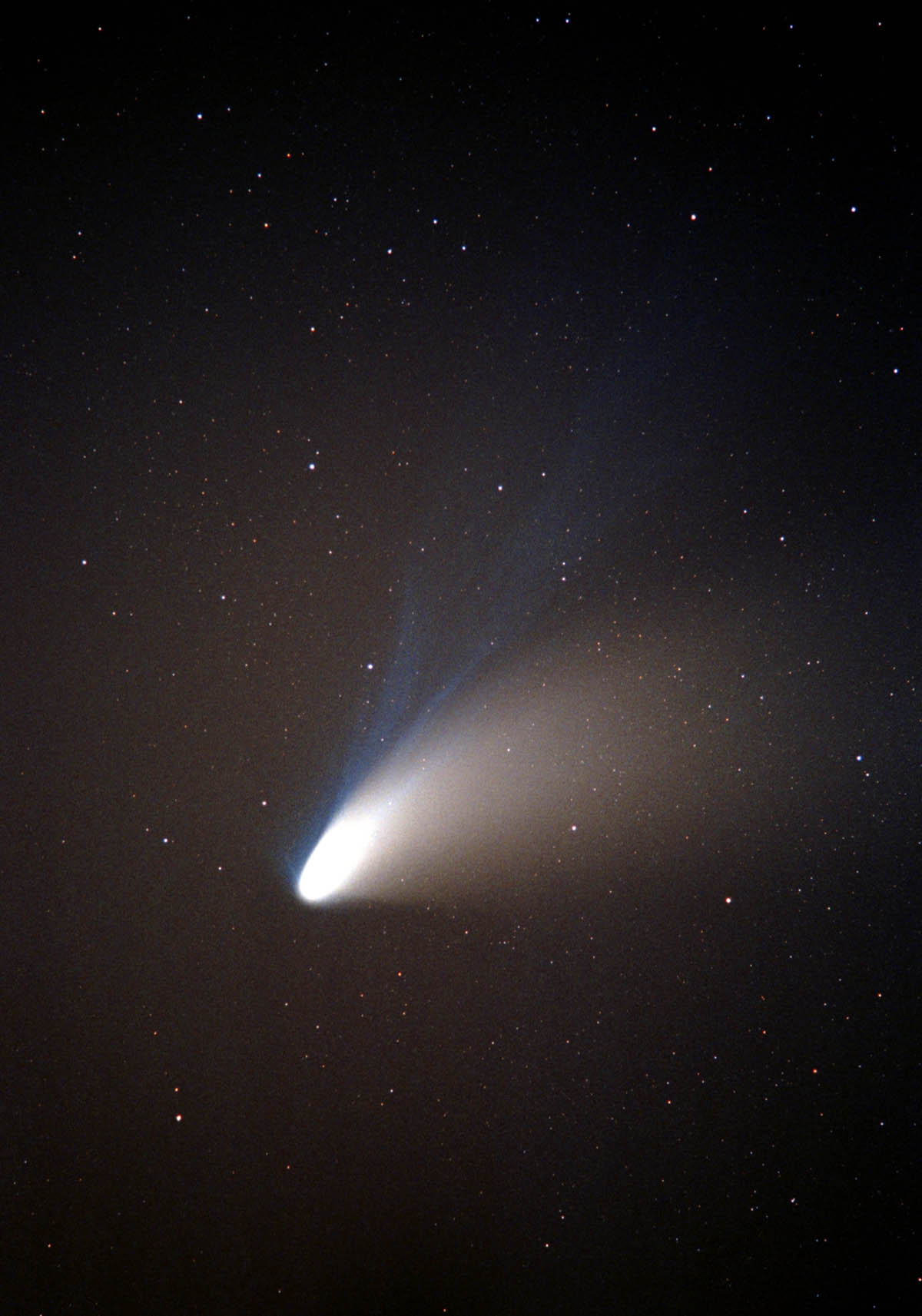
海爾-波普彗星，一個典型的奧爾特雲彗星

太陽系中的彗星被認為有兩個獨立的起源地。短週期彗星（週期在200年以下）一般認為來自於凱伯帶或離散盤，這兩個相互連接的圓盤形區域位於海王星的軌道以外，距離太陽約30天文單位，由冰小天體組成。長週期彗星（週期可達數千年），如海爾-波普彗星，則可能源自奧爾特雲。凱伯帶天體的軌道相對穩定，因此來自凱伯帶的彗星應該為數不多；另一方面，離散盤在天體動力學上較為活躍，作為彗星來源的可能性也大得多。來自離散盤的彗星進入外行星的軌道之內，此時被稱為半人馬小行星。繼續被移入內太陽系的半人馬小行星，就成為了短週期彗星。
短週期彗星有兩大類：木星族彗星（半長軸小於5天文單位）及哈雷類彗星。哈雷類彗星，以哈雷彗星作為典型。雖然這些彗星週期短，但卻可能源自奧爾特雲。根據軌道屬性推算，它們是被大行星的引力拖拽至內太陽系的。不少的木星族彗星也有可能是這樣形成的，但絕大部份相信源自於離散盤。
奧爾特發現，回歸彗星的數量遠比他的模型所預測的少。這一矛盾稱為「彗星衰退」，至今還沒有得到解決，已知的動力學過程都無法解釋彗星數目在觀測上過低的現象。可能的原因包括：潮汐力使彗星變形、碰撞或加熱而導致解體，揮發物的完全消失導致彗星不可被觀測，或彗星表面形成揮發性低的殼層。對奧爾特雲彗星的動力學研究發現，外行星範圍的彗星出現次數比內行星範圍高出幾倍。這可能是木星強大的引力影響所造成的：木星起到了屏障的作用，使外來的彗星墮入其中，就像1994年的蘇梅克－列維9號彗星一樣。

## 潮汐力效應
大部份靠近太陽的彗星都可能是因為銀河系潮汐力對奧爾特雲的引力攝動而進入今天的軌道的。正如月球的潮汐力會使地球的海洋變形一樣，銀河系也會擾動外太陽系天體的軌道。在可觀測的太陽系範圍內，這一效應相比太陽的引力來說是微不足道的，但在太陽引力影響較弱的遙遠地區，銀河系的引力場就會有明顯的作用。奧爾特雲會沿著指向銀河系中心的軸線被潮汐力拉伸，在另外兩條垂直的軸線上則會被擠壓。奧爾特雲天體會因此被帶到更接近太陽的位置。銀河系潮汐力的影響超越太陽引力之處，稱為「潮汐截斷半徑」，大約位於100,000至200,000天文單位處。這也是奧爾特雲外端界線的半徑。
一些學者猜想，銀河潮汐有可能通過增加高遠日點微行星的近日點距離，促使奧爾特雲的形成。銀河潮汐效應非常複雜，其影響取決於太陽系中各個天體的具體運動。然而它的累計效應卻是舉足輕重的：來自奧爾特雲的彗星當中，因銀河潮汐而被帶入內太陽系的可能佔高達90%的比例。對長週期彗星軌道的統計模型也指出，銀河潮汐是彗星軌道移入內太陽系的主要原因。

## 恒星攝動及伴星假說
除了銀河系潮汐力以外，導致彗星墮入內太陽系的另一大因素是鄰近恒星或大型分子雲的引力場。在太陽圍繞銀心運轉的時候，會不時靠近其他的恒星系統。例如，7萬年前舒爾茨星（Scholz's star）曾在奧爾特雲中穿過，但其質量低、相對速度高，所以影響並不大。在未來的1千萬年內最有可能靠近並擾動奧爾特雲的恒星是格利澤710。這種效應也會把奧爾特雲天體驅離黃道平面，有可能可以解釋這些天體的球形分佈結構。
1984年，美國物理學家理查德·穆勒提出了太陽伴星的猜想，即一顆尚未被發現的棕矮星或紅矮星正在奧爾特雲以內以橢圓軌道繞太陽公轉。這顆被稱為涅墨西斯星的伴星大約每2600萬年進入奧爾特雲範圍，使大量彗星墮入內太陽系，從而解釋地球上大型生物滅絕事件似乎週期性發生的現象。不過，至今沒有證明涅墨西斯星存在的任何證據，而其他的證據（如撞擊坑計數等）則反而降低了其存在的可能性。更近期的分析指出，滅絕事件的發生不具有週期性，因此也不再需要太陽伴星這一猜想了。
拉法葉路易斯安那大學天文學家約翰·J·馬蒂斯（John J. Matese）在2002年也提出了相似的假說。他認為，從奧爾特雲某個特定區域進入內太陽系的彗星，其觀測上的數目不能完全由銀河潮汐和恒星攝動所解釋，所以在遙遠的軌道上很可能有一個與木星質量相當的天體。該假想的氣體巨行星名為堤喀。利用視差進行巡天調查的廣域紅外線巡天探測衛星旨在準確測量鄰近恒星的距離，並有能力證明堤喀存在與否。2014年，美國太空總署宣佈該衛星的調查結果足以淘汰大部份伴星或遙遠大行星假說。

## 修正牛頓動力學
根據修正牛頓動力學（MOND），奧爾特雲天體在距離太陽遙遠的軌道上，運行加速度應在10−10 m/s2的數量級，與普通牛頓動力學所預測的有可觀的差異。根據MOND猜想，在加速度很低的情況下，加速度不再和力成正比關係。這可以解決一般由暗物質來解釋的星系自轉問題。一旦確實，這將會大大改變人們對奧爾特雲形成和結構的認識。不過，絕大部份宇宙學家都認為MOND猜想是不成立的。

## 未來的探索
目前尚未有人類製造的空間探測器抵達奧爾特雲。在正在離開太陽系的探測器中，就算是行進速度最快、距離最遠的旅行者1號，也要在300年後才會到達奧爾特雲，要穿越它更需要3萬年的時間。另外，旅行者1號所攜帶的放射性同位素熱電機在2025年前後就無法再為同行的科學儀器提供足夠的電力，所以不能用來對奧爾特雲做任何實質性的探索。其餘四個正在離開太陽系的探測器（旅行者2號、先驅者10號、先驅者11號及新視野號）到達奧爾特雲的時候也將無法作業。
另一方面，如果使用太陽帆來推進探測器，則可以在大約30年內抵達奧爾特雲。

## 外部連結
- Oort Cloud Profile（页面存档备份，存于）（美國太空總署太陽系探索網站（页面存档备份，存于）──奧爾特雲）
- The Kuiper Belt and The Oort Cloud（页面存档备份，存于）（凱伯帶與奧爾特雲）
- Matthews, R. A. J. . Quarterly Journal of the Royal Astronomical Society. 1994-03-01, 35: 1–9  [2022-04-08]. Bibcode:1994QJRAS..35....1M. ISSN 0035-8738. （原始内容存档于2022-04-08）.
- Brasser, R.; Schwamb, M. E. . Monthly Notices of the Royal Astronomical Society. 2015-02-01, 446 (4): 3788–3796  [2022-04-08]. ISSN 1365-2966. arXiv:1411.1844 . doi:10.1093/mnras/stu2374. （原始内容存档于2022-01-26） （英语）.